# World Rugby Women’s Sevens Series
World Rugby Women’s Sevens Series (wcześniej IRB Women’s Sevens World Series) – coroczna seria turniejów dla żeńskich reprezentacji narodowych w rugby 7 organizowana przez World Rugby od sezonu 2012/2013, odpowiednik męskiego World Rugby Sevens Series. Zwycięzcą w danym sezonie zostaje zespół, który podczas całego cyklu zdobędzie najwięcej punktów, które są przyznawane za zajęcie poszczególnych miejsc w każdym turnieju. Turnieje trwają dwa dni i występuje w nich dwanaście reprezentacji, zarówno stali uczestnicy cyklu, jak i zaproszone zespoły. Zawody są też częścią eliminacji do żeńskiego turnieju olimpijskiego oraz Pucharu Świata.

## Sezon 2018/2019
Stali uczestnicy cyklu:  Anglia,  Australia,  Fidżi,  Francja,  Hiszpania,  Irlandia,  Kanada,  Nowa Zelandia,  Rosja,  Stany Zjednoczone.

## Historia
W związku z przyjęciem rugby 7 w poczet sportów olimpijskich, a także sukcesem inauguracyjnej edycji żeńskiego Pucharu Świata w roku 2009, IRB postanowiła zrewidować istniejący system kobiecych rozgrywek. Przygotowany raport wskazywał między innymi na potencjał rozwoju liczony zarówno popularnością tego sportu, jak i liczbą aktywnych zawodniczek, choć jednocześnie też ukazywał istniejące luki – brak rozgrywek organizowanych przez IRB, a zarazem istnienie jedynie kilku nieoficjalnych zaproszeniowych turniejów ponadregionalnych, co przekładało się na brak regularnego dostępu reprezentacji narodowych do rywalizacji na najwyższym poziomie. Zarysowała się wobec tego konieczność stworzenia globalnych zawodów, które ostatecznie wraz z turniejami regionalnymi miałyby stanowić system kwalifikacji do igrzysk olimpijskich, a także same w sobie podnieść poziom gry uczestniczących zespołów.
Stworzony plan rozwoju żeńskiego rugby w latach 2011–2016 (IRB Women’s Rugby Plan 2011–2016) przewidywał zatem zorganizowanie cyklu turniejów dla kobiecych reprezentacji narodowych na wzór męskiego IRB Sevens World Series. Miałby on się stać motorem rozwoju tej dyscypliny wśród członków IRB, poprzez system kwalifikacji do niego wzmocnić regionalne turnieje, przyciągnąć kolejnych fanów i zawodników, a ostatecznie stać się samowystarczalnym finansowo. Pierwszym krokiem w tym kierunku był IRB Women’s Sevens Challenge Cup, który składał się z trzech niezależnych turniejów (w Dubaju, Hongkongu i Londynie) zorganizowanych wraz z odbywającymi się wówczas zawodami męskimi, które wchodziły w skład IRB Sevens World Series sezonu 2011/2012.
W październiku 2012 roku IRB ogłosił stworzenie Women’s Sevens World Series składającego się w inauguracyjnym sezonie z czterech turniejów: w Dubaju, Houston, Kantonie i Amsterdamie. Tylko pierwszy z nich został rozegrany łącznie z turniejem męskim, pozostałe zaś stanowiły odrębne zawody. Liczbę drużyn w każdym z turniejów ustalono na dwanaście, z czego sześć uczestniczyło we wszystkich zawodach sezonu, pozostałe natomiast były wyłaniane w drodze eliminacji bądź rankingów z sześciu regionów podległych IRB, zostały one ogłoszone w październiku i grudniu 2012 roku. Zwyciężając w trzech z czterech zawodów, w całym sezonie triumfowały Nowozelandki.
Tuż po zakończeniu inauguracyjnego cyklu IRB ogłosił, że status core teams w sezonie 2013/2014 otrzyma czołowa ósemka Pucharu Świata 2013, informując jednocześnie, iż odnotowała duże zainteresowanie od potencjalnych gospodarzy planowanych turniejów. Planowano sześć zawodów, a ostatecznie odbyło się pięć, do każdego z zawodów została zaproszona Brazylia, pozostali uczestnicy byli ogłaszani przed poszczególnymi turniejami. Sezon został zdominowany przez reprezentacje Nowej Zelandii i Australii, które rozstrzygnęły pomiędzy sobą cztery z pięciu finałów – zwycięstwami dzieląc się po równo – decydujący zatem okazał się turniej w USA, w którym zwyciężyły Nowozelandki, a Australijki poniosły porażkę w półfinałach. Tytuł obroniły zatem zawodniczki z Nowej Zelandii, trzecie miejsce w klasyfikacji końcowej przypadło Kanadyjkom, które były jedynym zespołem spoza tej dwójki, któremu udało się awansować do finału jednego z zawodów.
Pod koniec lipca 2014 roku IRB ogłosił, że sezon 2014/2015 będzie się składać z sześciu turniejów. Spośród dwunastu drużyn w każdym z turniejów jedna była zapraszana, jedenaście wzięło zaś udział we wszystkich zawodach sezonu. Status core teams otrzymała najlepsza siódemka poprzedniego sezonu, kolejne cztery miejsca zarezerwowano dla czołowych zespołów rozegranego po raz pierwszy turnieju kwalifikacyjnego. Czołowa czwórka sezonu uzyskała także awans do turnieju rugby 7 na Letnich Igrzyskach Olimpijskich 2016, bowiem stanowił on również pierwszy etap żeńskich kwalifikacji. Do pięciu turniejów została zaproszona Brazylia, w ostatnim zaś wzięła udział Holandia. W pierwszych czterech niepokonane były Nowozelandki, w finałach dwóch pozostałych zmierzyły się reprezentacje Kanady i Australii, które podzieliły się wygranymi. W klasyfikacji generalnej te trzy zespoły uplasowały się na podium, a prócz nich awans na igrzyska uzyskały w imieniu Wielkiej Brytanii Angielki.
W połowie listopada 2015 roku World Rugby ogłosił, że sezon 2015/2016 będzie się składać z czterech turniejów, ostatecznie odbyło się ich jednak pięć. Status core teams otrzymała najlepsza dziewiątka poprzedniego sezonu, kolejne dwa miejsca zarezerwowano dla czołowych zespołów turnieju kwalifikacyjnego. Do poszczególnych zawodów zapraszany był zespół, który uzyskał kwalifikację na igrzyska w Rio niebędący stałym uczestnikiem cyklu, a sezon zdominowały reprezentantki Australii, które we wszystkich zawodach stawały na podium. W pierwszych trzech turniejach zwyciężały, w czwartym zajęły trzecie miejsce, a Angielki zakończyły wówczas trzyletni okres bez turniejowego zwycięstwa, w ostatnim finale sezonu jego triumfatorki uległy zaś Kanadyjkom. Te z kolei zajęły w klasyfikacji generalnej trzecią lokatę wyprzedzając Angielki lepszym bilansem punktów, drugą pozycję na podium zajęły zaś Nowozelandki.
W sierpniu 2016 roku World Rugby ogłosił, że sezon 2016/2017 będzie się składać z sześciu turniejów, z czego jedna lokalizacja została podana w późniejszym terminie. Status core teams otrzymała najlepsza dziewiątka poprzedniego sezonu, kolejne dwa miejsca zarezerwowano dla najlepszego zespołu – spośród tych, które nie były stałymi uczestnikami cyklu – światowego turnieju kwalifikacyjnego do IO 2016 oraz samego turnieju olimpijskiego. Sezon zdominowały reprezentantki Nowej Zelandii, które pomimo wprowadzenia wielu debiutantek przegrały zaledwie jedno spotkanie z trzydziestu sześciu, z Amerykankami w Australii. Turniej w Sydney wygrały wówczas Kanadyjki, które zajęły w klasyfikacji generalnej ostatecznie trzecią lokatę ze stratą dwóch punktów do Australijek, z którymi pięciokrotnie spotykały się w półfinałach. Pozostałe reprezentacje skupiły się w trzech grupach – cztery kolejne dzieliło między sobą zaledwie sześć punktów, dwie następne łatwo odskoczyły od strefy spadkowej, natomiast zakończoną niepowodzeniem walkę z Hiszpankami o utrzymanie w gronie elity stoczyły Brazylijki. Awans na Puchar Świata uzyskały Australia, Fidżi, Rosja i Francja.
Na początku października 2017 roku World Rugby ogłosił, że sezon 2017/2018 składać się będzie z pięciu turniejów rozegranych w okresie od listopada 2017 do czerwca 2018 roku. Trzy z nich odbyły się łącznie z turniejami męskimi, pozostałe zaś stanowiły odrębne zawody. W porównaniu do poprzedniego sezonu z harmonogramu wypadł turniej w USA, zaś francuski został przeniesiony do Paryża. Status core teams otrzymała najlepsza dziesiątka poprzedniego sezonu, jedno miejsce zarezerwowano dla zwycięzcy turnieju kwalifikacyjnego, a wywalczyła je Japonia. Sezon został zdominowany przez reprezentacje Nowej Zelandii i Australii, które zwyciężyły we wszystkich zawodach, a pomiędzy sobą rozegrały trzy z pięciu finałów. W całym cyklu triumfowały Australijki, które jako jedyne uplasowały się na podium każdego z turniejów, po zwycięstwie w dwóch pierwszych zajęły trzecie miejsce w Japonii oraz dotarły do finału w dwóch pozostałych. Drugie w klasyfikacji generalnej Nowozelandki bez porażki zagrały w trzech ostatnich turniejach sezonu, wcześniej zaliczając finał, jednak kluczowa dla ich pozycji okazała się ćwierćfinałowa porażka z Amerykankami w Dubaju. Dzięki równej formie i pierwszemu w historii udziałowi w jednym z finałów Francuzki zajęły natomiast trzecią pozycję, spychając na czwartą lokatę medalistki wszystkich poprzednich edycji, Kanadę, dla których decydujący był zakończony na przedostatnim miejscu turniej w Japonii. Po występie w pierwszym z finałów Amerykanki nie potrafiły ustabilizować formy i ostatecznie zostały sklasyfikowane na miejscu piątym.

## System rozgrywek
Podobnie jak w przypadku męskich rozgrywek zwycięzcą w danym sezonie zostaje zespół, który podczas całego cyklu zdobędzie najwięcej punktów przyznawanych za zajęcie poszczególnych miejsc w każdym turnieju. Każde z zawodów gromadzą dwanaście reprezentacji, z których część jest stałymi uczestnikami cyklu, pozostałe natomiast są wyłaniane w drodze regionalnych eliminacji bądź rankingów.
Przystępujące do turnieju reprezentacje mogą liczyć maksymalnie dwanaście zawodniczek. W fazie grupowej spotkania toczone są bez ewentualnej dogrywki, za zwycięstwo, remis i porażkę przysługuje odpowiednio trzy, dwa i jeden punkt, brak punktów natomiast za nieprzystąpienie do meczu. Po jej zakończeniu ustalany jest ranking – pierwsze osiem zespołów awansuje do ćwierćfinałów, pozostała czwórka walczy zaś o Bowl. W przypadku tej samej ilości punktów ich lokaty są ustalane kolejno na podstawie:
1. wyniku meczów pomiędzy zainteresowanymi drużynami;
2. lepszego bilansu punktów zdobytych i straconych;
3. lepszego bilansu przyłożeń zdobytych i straconych;
4. większej ilości zdobytych punktów;
5. większej ilości zdobytych przyłożeń;
6. rzutu monetą.

W przypadku remisu w fazie pucharowej, organizowana jest dogrywka składająca się z dwóch pięciominutowych części, z uwzględnieniem reguły nagłej śmierci. Jedynie mecz finałowy składa się z dwóch dziesięciominutowych części, w pozostałych zaś spotkaniach połowa meczu obejmuje siedem minut.
Za zajęcie poszczególnych miejsc w każdym z turniejów przyznawane są punkty liczone do klasyfikacji generalnej:
| Miejsce | Punktacja |
| ------- | --------- |
| 1       | 20        |
| 2       | 18        |
| 3       | 16        |
| 4       | 14        |
| 5       | 12        |
| 6       | 10        |
| 7       | 8         |
| 8       | 6         |
| 9       | 4         |
| 10      | 3         |
| 11      | 2         |
| 12      | 1         |

## Edycje

### Sezon 2012-2013
| Pozycja | Reprezentacja     | Punkty |
| ------- | ----------------- | ------ |
| 1       | Nowa Zelandia     | 74     |
| 2       | Anglia            | 60     |
| 3       | Kanada            | 52     |
| 4       | Stany Zjednoczone | 48     |
| 5       | Australia         | 46     |
| 6       | Rosja             | 40     |
| 7       | Holandia          | 30     |
| 8       | Południowa Afryka | 27     |

| Data                        | Turniej          | Stadion                         | Zwycięzca     |
| --------------------------- | ---------------- | ------------------------------- | ------------- |
| 30 listopada–1 grudnia 2012 | Dubai Sevens     | The Sevens, Dubaj               | Nowa Zelandia |
| 1–2 lutego 2013             | USA Sevens       | BBVA Compass Stadium, Houston   | Anglia        |
| 30–31 marca 2013            | China Sevens     | University Town Stadium, Kanton | Nowa Zelandia |
| 17–18 maja 2013             | Amsterdam Sevens | NRC, Amsterdam                  | Nowa Zelandia |

### Sezon 2013-2014
| Pozycja | Reprezentacja     | Punkty |
| ------- | ----------------- | ------ |
| 1       | Nowa Zelandia     | 96     |
| 2       | Australia         | 92     |
| 3       | Kanada            | 80     |
| 4       | Anglia            | 60     |
| 5       | Rosja             | 56     |
| 6       | Hiszpania         | 41     |
| 7       | Stany Zjednoczone | 38     |
| 8       | Francja           | 21     |

| Data                 | Turniej          | Stadion                           | Zwycięzca     |
| -------------------- | ---------------- | --------------------------------- | ------------- |
| 28–29 listopada 2013 | Dubai Sevens     | The Sevens, Dubaj                 | Australia     |
| 15–16 lutego 2014    | USA Sevens       | Fifth Third Bank Stadium, Atlanta | Nowa Zelandia |
| 21–22 lutego 2014    | Brasil Sevens    | Arena Barueri, São Paulo          | Australia     |
| 4–6 kwietnia 2014    | China Sevens     | University Town Stadium, Kanton   | Nowa Zelandia |
| 16–17 maja 2014      | Amsterdam Sevens | NRC, Amsterdam                    | Nowa Zelandia |

### Sezon 2014-2015
| Pozycja | Reprezentacja     | Punkty |
| ------- | ----------------- | ------ |
| 1       | Nowa Zelandia     | 108    |
| 2       | Kanada            | 96     |
| 3       | Australia         | 94     |
| 4       | Anglia            | 76     |
| 5       | Stany Zjednoczone | 76     |
| 6       | Francja           | 72     |
| 7       | Rosja             | 60     |
| 8       | Fidżi             | 32     |

| Data                | Turniej          | Stadion                                      | Zwycięzca     |
| ------------------- | ---------------- | -------------------------------------------- | ------------- |
| 4–5 grudnia 2014    | Dubai Sevens     | The Sevens, Dubaj                            | Nowa Zelandia |
| 7–8 lutego 2015     | Brasil Sevens    | Arena Barueri, São Paulo                     | Nowa Zelandia |
| 14–15 marca 2015    | USA Sevens       | Fifth Third Bank Stadium, Atlanta            | Nowa Zelandia |
| 18–19 kwietnia 2015 | Canada Sevens    | Westhills Stadium, Langford                  | Nowa Zelandia |
| 15–16 maja 2015     | London Sevens    | Twickenham Stoop, Twickenham Stadium, Londyn | Australia     |
| 22–23 maja 2015     | Amsterdam Sevens | NRC, Amsterdam                               | Kanada        |

### Sezon 2015-2016
| Pozycja | Reprezentacja     | Punkty |
| ------- | ----------------- | ------ |
| 1       | Australia         | 94     |
| 2       | Nowa Zelandia     | 80     |
| 3       | Kanada            | 74     |
| 4       | Anglia            | 74     |
| 5       | Francja           | 60     |
| 6       | Stany Zjednoczone | 46     |
| 7       | Rosja             | 42     |
| 8       | Fidżi             | 34     |

| Data                | Turniej       | Stadion                                  | Zwycięzca |
| ------------------- | ------------- | ---------------------------------------- | --------- |
| 3–4 grudnia 2015    | Dubai Sevens  | The Sevens, Dubaj                        | Australia |
| 20–21 lutego 2016   | Brasil Sevens | Arena Barueri, São Paulo                 | Australia |
| 8–9 kwietnia 2016   | USA Sevens    | Fifth Third Bank Stadium, Atlanta        | Australia |
| 16–17 kwietnia 2016 | Canada Sevens | Westhills Stadium, Langford              | Anglia    |
| 28–29 maja 2016     | France Sevens | Stade Gabriel-Montpied, Clermont-Ferrand | Kanada    |

### Sezon 2016-2017
| Pozycja | Reprezentacja     | Punkty |
| ------- | ----------------- | ------ |
| 1       | Nowa Zelandia     | 116    |
| 2       | Australia         | 100    |
| 3       | Kanada            | 98     |
| 4       | Fidżi             | 66     |
| 5       | Rosja             | 66     |
| 6       | Stany Zjednoczone | 62     |
| 7       | Francja           | 60     |
| 8       | Anglia            | 37     |

| Data                | Turniej          | Stadion                                       | Zwycięzca     |
| ------------------- | ---------------- | --------------------------------------------- | ------------- |
| 1–2 grudnia 2016    | Dubai Sevens     | The Sevens, Dubaj                             | Nowa Zelandia |
| 3–4 lutego 2017     | Australia Sevens | Sydney Football Stadium / Kippax Oval, Sydney | Kanada        |
| 3–4 marca 2017      | USA Sevens       | Sam Boyd Stadium, Las Vegas                   | Nowa Zelandia |
| 22–23 kwietnia 2017 | Japan Sevens     | Honjō Athletic Stadium, Kitakyūshū            | Nowa Zelandia |
| 27–28 maja 2017     | Canada Sevens    | Westhills Stadium, Langford                   | Nowa Zelandia |
| 24–25 czerwca 2017  | France Sevens    | Stade Gabriel-Montpied, Clermont-Ferrand      | Nowa Zelandia |

### Sezon 2017-2018
| Pozycja | Reprezentacja     | Punkty |
| ------- | ----------------- | ------ |
| 1       | Australia         | 92     |
| 2       | Nowa Zelandia     | 90     |
| 3       | Francja           | 68     |
| 4       | Kanada            | 60     |
| 5       | Stany Zjednoczone | 56     |
| 6       | Rosja             | 46     |
| 7       | Hiszpania         | 43     |
| 8       | Anglia            | 32     |

| Data                          | Turniej          | Stadion                          | Zwycięzca     |
| ----------------------------- | ---------------- | -------------------------------- | ------------- |
| 30 listopada – 1 grudnia 2017 | Dubai Sevens     | The Sevens, Dubaj                | Australia     |
| 26–28 stycznia 2018           | Australia Sevens | Allianz Stadium, Sydney          | Australia     |
| 21–22 kwietnia 2018           | Japan Sevens     | Mikuni World Stadium, Kitakyūshū | Nowa Zelandia |
| 12–13 maja 2018               | Canada Sevens    | Westhills Stadium, Langford      | Nowa Zelandia |
| 8–10 czerwca 2018             | France Sevens    | Stade Jean-Bouin, Paryż          | Nowa Zelandia |

## Statystyki
Stan po zakończeniu sezonu szóstego.
| Poz. | Nazwisko         | Drużyna       | Punkty |
| ---- | ---------------- | ------------- | ------ |
| 1.   | Ghislaine Landry | Kanada        | 984    |
| 2.   | Portia Woodman   | Nowa Zelandia | 925    |
| 3.   | Emilee Cherry    | Australia     | 704    |
| 4.   | Tyla Nathan-Wong | Nowa Zelandia | 670    |

| Poz. | Nazwisko         | Drużyna       | Przyłożenia |
| ---- | ---------------- | ------------- | ----------- |
| 1.   | Portia Woodman   | Nowa Zelandia | 185         |
| 2.   | Emilee Cherry    | Australia     | 128         |
| 3.   | Ghislaine Landry | Kanada        | 111         |
| 4.   | Bianca Farella   | Kanada        | 101         |